# Cassagne

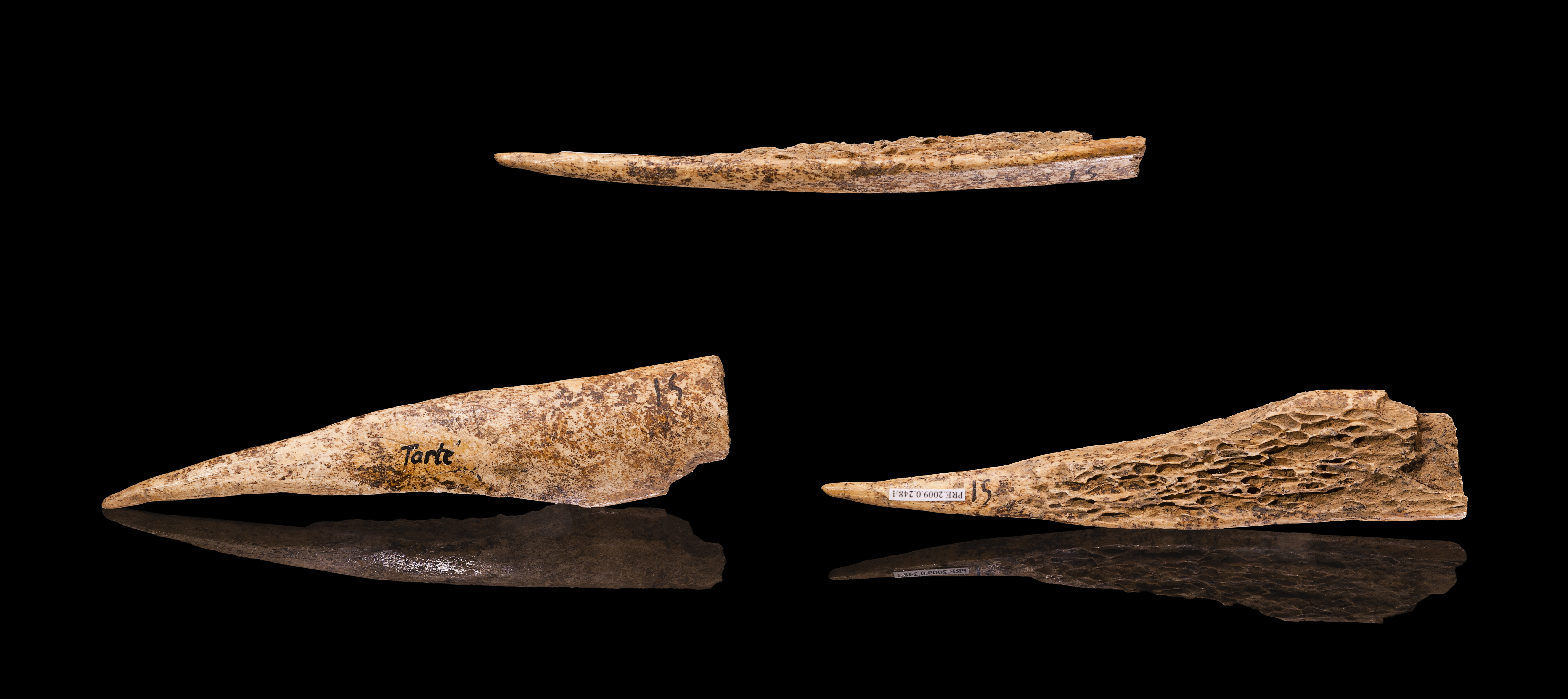
Poinçon sur os abrasé. Grotte de Tarté - Muséum de Toulouse

Cassagne là một xã thuộc tỉnh Haute-Garonne trong vùng Occitanie ở tây nam nước Pháp. Xã nằm ở khu vực có độ cao trung bình 330 mét trên mực nước biển.